# Martin Kneser
Martin Kneser, nemški matematik, * 21. januar 1928, Greifswald, † 16. februar 2004, Göttingen.
Rodil se je v znani družini matematikov: njegov oče je bil topolog Helmuth Kneser, ded pa Adolf Kneser, ki je prispeval pomembna odkritja na področju infinitezimalnega računa. Martin je leta 1950 doktoriral pod mentorstvom Erharda Schmidta na Humboldtovi univerzi v Berlinu in se usmeril zlasti v algebro s poudarkom na teoriji kvadratnih form. Od leta 1963 do upokojitve leta 1993 je deloval kot profesor na Univerzi v Göttingenu.
Leta 1955 je formuliral Kneserjevo domnevo na področju kombinatorike. Kasneje jo je s pomočjo teorije grafov dokazal László Lovász, graf se zdaj po Kneserju imenuje Kneserjev graf.